# Laboulbenia vulgaris
Laboulbenia vulgaris Peyr. – gatunek grzybów z rzędu owadorostowców (Laboulbeniales). Grzyb entomopatogeniczny (pasożytujący na owadach).

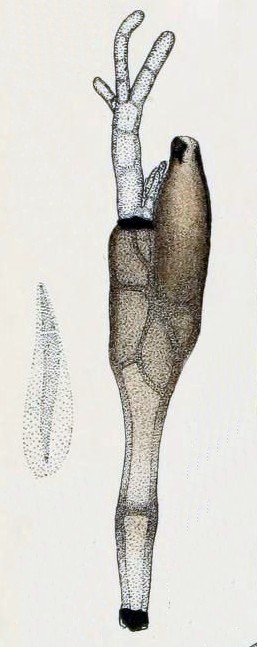
Dojrzała plecha i askospora

## Systematyka i nazewnictwo
Pozycja w klasyfikacji według Index Fungorum: Laboulbenia, Laboulbeniaceae, Laboulbeniales, Laboulbeniomycetidae, Laboulbeniomycetes, Pezizomycotina, Ascomycota, Fungi.
Gatunek ten opisał Johann Joseph Peyritsch w 1873 r.
Wszystkie podgatunki i odmiany według Index Fungorum to synonimy gatunku typowego.

## Charakterystyka
Pasożyt zewnętrzny owadów. Notowany na chrząszczach (Coleoptera) z rodziny biegaczowatych (Carabidae): Bembidion, Deltomerus, lesz (Nebria), Trechoblemus, Trechus. Nie powoduje ich śmierci i wyrządza im niewielkie szkody.